# Chichester Parkinson-Fortescue, 1:e baron Carlingford
Chichester Samuel Parkinson-Fortescue, 1:e baron Carlingford, 2:e baron Clermont, född 18 januari 1823, död 30 januari 1898, var en brittisk politiker.
Baron Carlington invaldes 1847 i parlamentet som liberal, blev 1854 andre skattkammarlord och 1865 minister för Irland, vilket han fortsatte vara under William Ewart Gladstones ministär 1868-71. Åren 1871-74 var han handelsminister och innehade även andra poster i de liberala regeringarna. År 1874 förflyttades han till överhuset som baron Carlingford och 1887 ärvde han även sin barnlöse brors titel baron Clermont. båda titlarna dog ut med honom.